# Calotte glaciaire Hans Tausen
| \| Dye 3 North Site Crete Milcent Summit Dye 2 South Dome Hans Tausen Camp Century North Central Camp III \| Positions des forages de GISP et GISP2 |
| Dye 3 North Site Crete Milcent Summit Dye 2 South Dome Hans Tausen Camp Century North Central Camp III                                              |

La calotte glaciaire Hans Tausen (en danois Hans Tausens Iskappe), est une calotte glaciaire de la Terre de Peary, au nord du Groenland.
Administrativement, elle fait partie du parc national du Nord-Est du Groenland.

## Géographie
La calotte glaciaire est située au sud de la Terre d'Amundsen et du Nordpasset (en), à l'extrémité ouest de la région du fjord De Long, à l'est de la Terre de Freuchen, à l'ouest du fjord Odin et au sud du fjord O.B. Bøggild. Elle mesure environ 100 km du nord au sud et 80 km d'est en ouest et se trouve sur un plateau de 1 300 m de haut.
La calotte glaciaire Hans Tausen est la source de nombreux glaciers, notamment le glacier Ymer à l'est, le glacier Aajaku, le glacier Inukitsaq et le glacier Persuaq à l'ouest, et le glacier Lur et le glacier Tjalfe au nord,. 

## Datation
Les carottes de glace montrent que la calotte date d'environ 3 500 à 4 000 ans. Elle s'est formée depuis l'optimum climatique de l'Holocène, il y a 6 000 à 8 000 ans avant notre ère,,,,. C'est une calotte glaciaire fortement étudiée dans l'optique de comprendre l'optimum climatique de l'Holocène,.